# Прибишє
Прибишє (словен. Pribišje) — поселення в общині Семич, регіон Південно-Східна Словенія, Словенія.